# ناكاما (فوكوكا)
مدينة ناكاما (بالإنجليزية: Nakama)‏ هي أحد المدن التابعة لمحافظة فوكوكا. تأسست رسميًا في 01/11/1958. ويقدر عدد سكانها بـ 45549 نسمة حسب تقدير مكتب الإحصاء الياباني لعام 2012. تبلغ مساحة ناكاما 15.98 كم2. بكثافة سكانية تبلغ 2850 نسمة/كم2.